# Manchester United Football Club 2017-2018
Questa pagina raccoglie i dati riguardanti il Manchester United Football Club nelle competizioni ufficiali della stagione 2017-2018.

## Stagione
La stagione 2017-2018 è la 26ª in Premier League e la 43ª consecutiva nella massima serie del calcio inglese. José Mourinho viene confermato alla guida tecnica della squadra, che torna a partecipare alla fase a gruppi della UEFA Champions League dopo l'assenza dell'anno precedente.

## Maglie e sponsor
| Casa | Trasferta | Terza divisa |

## Rosa
Rosa aggiornata, dal sito ufficiale, al 24 agosto 2017. 
  In corsivo i calciatori ceduti durante la stagione 
| N. |                           | Ruolo | Calciatore                 |
| -- | ------------------------- | ----- | -------------------------- |
| 1  | Spagna (bandiera)         | P     | David de Gea               |
| 2  | Svezia (bandiera)         | D     | Victor Lindelöf            |
| 3  | Costa d'Avorio (bandiera) | D     | Eric Bailly                |
| 4  | Inghilterra (bandiera)    | D     | Phil Jones                 |
| 5  | Argentina (bandiera)      | D     | Marcos Rojo                |
| 6  | Francia (bandiera)        | C     | Paul Pogba                 |
| 7  | Cile (bandiera)           | A     | Alexis Sánchez             |
| 8  | Spagna (bandiera)         | C     | Juan Mata                  |
| 9  | Belgio (bandiera)         | A     | Romelu Lukaku              |
| 10 | Svezia (bandiera)         | A     | Zlatan Ibrahimović         |
| 11 | Francia (bandiera)        | A     | Anthony Martial            |
| 12 | Inghilterra (bandiera)    | D     | Chris Smalling             |
| 14 | Inghilterra (bandiera)    | C     | Jesse Lingard              |
| 16 | Inghilterra (bandiera)    | C     | Michael Carrick (Capitano) |

| N. |                        | Ruolo | Calciatore          |
| -- | ---------------------- | ----- | ------------------- |
| 17 | Paesi Bassi (bandiera) | D     | Daley Blind         |
| 18 | Inghilterra (bandiera) | C     | Ashley Young        |
| 19 | Inghilterra (bandiera) | A     | Marcus Rashford     |
| 20 | Argentina (bandiera)   | P     | Sergio Romero       |
| 21 | Spagna (bandiera)      | C     | Ander Herrera       |
| 22 | Armenia (bandiera)     | C     | Henrikh Mkhitaryan  |
| 23 | Inghilterra (bandiera) | D     | Luke Shaw           |
| 24 | Paesi Bassi (bandiera) | D     | Timothy Fosu-Mensah |
| 25 | Ecuador (bandiera)     | C     | Antonio Valencia    |
| 27 | Belgio (bandiera)      | C     | Marouane Fellaini   |
| 31 | Serbia (bandiera)      | C     | Nemanja Matić       |
| 36 | Italia (bandiera)      | D     | Matteo Darmian      |
| 38 | Inghilterra (bandiera) | D     | Axel Tuanzebe       |
| 40 | Portogallo (bandiera)  | P     | Joel Pereira        |

## Calciomercato

### Sessione estiva(dal 10/6 al 31/8)
| Acquisti         | Acquisti         | Acquisti              | Acquisti                     |
| R.               | Nome             | da                    | Modalità                     |
| ---------------- | ---------------- | --------------------- | ---------------------------- |
| A                | Romelu Lukaku    | Everton               | definitivo (84,70 milioni €) |
| D                | Victor Lindelöf  | Benfica               | definitivo (35 milioni €)    |
| C                | Nemanja Matić    | Chelsea               | definitivo (44,70 milioni €  |
| Altre operazioni |                  |                       |                              |
| R.               | Nome             | da                    | Modalità                     |
| C                | Andreas Pereira  | Granada               | fine prestito                |
| D                | Guillermo Varela | Eintracht Francoforte | fine prestito                |

| Cessioni | Cessioni         | Cessioni      | Cessioni                   |
| R.       | Nome             | a             | Modalità                   |
| -------- | ---------------- | ------------- | -------------------------- |
| A        | Wayne Rooney     | Everton       | definitivo (gratuito)      |
| A        | Adnan Januzaj    | Real Sociedad | definitivo (8,5 milioni €) |
| C        | Andreas Pereira  | Valencia      | prestito (3 milioni €)     |
| D        | Guillermo Varela | Peñarol       | n.d.                       |

### Sessione invernale(dal 1/1 al 31/1)
| Acquisti | Acquisti       | Acquisti | Acquisti            |
| R.       | Nome           | da       | Modalità            |
| -------- | -------------- | -------- | ------------------- |
| A        | Alexis Sánchez | Arsenal  | definitivo (cambio) |

| Cessioni | Cessioni           | Cessioni      | Cessioni            |
| R.       | Nome               | a             | Modalità            |
| -------- | ------------------ | ------------- | ------------------- |
| C        | Henrikh Mkhitaryan | Arsenal       | definitivo (cambio) |
| A        | Zlatan Ibrahimović | LA Galaxy     | gratuito            |
| A        | James Wilson       | Sheffield Utd | prestito            |
| D        | Axel Tuanzebe      | Aston Villa   | prestito            |

## Risultati

### Premier League

#### Girone di andata
| Arbitro: | Atkinson |

|                                       |           |  |
| Lukaku 33’, 53’ Martial 87’ Pogba 90’ | Marcatori |  |

| Arbitro: | Moss |

|  |           |                                             |
|  | Marcatori | 45’ Bailly 80’ Lukaku 82’ Pogba 84’ Martial |

| Arbitro: | Oliver |

|                             |           |  |
| Mxit'aryan 71’ Fellaini 84’ | Marcatori |  |

| Arbitro: | Swabrick |

|                        |           |                           |
| Choupo-Moting 43’, 63’ | Marcatori | 45+1’ Rashford 57’ Lukaku |

| Arbitro: | Marriner |

|                                                            |           |  |
| Valencia 4’ Mxit'aryan 84’ Lukaku 89’ Martial 90+2’ (rig.) | Marcatori |  |

| Arbitro: | Pawson |

|  |           |            |
|  | Marcatori | 20’ Lukaku |

| Arbitro: | Dean |

|                                      |           |  |
| Mata 3’ Fellaini 35’, 49’ Lukaku 86’ | Marcatori |  |

| Liverpool 14 ottobre 2017, ore 13:30 CEST 8ª giornata | Liverpool | 0 – 0 referto | Manchester Utd | Anfield Road (52 912 spett.)\| Arbitro: \| Atkinson \| |
| Arbitro:                                              | Atkinson  |               |                |                                                        |

| Arbitro: | Mason |

|                       |           |              |
| Mooy 28’ Depoitre 33’ | Marcatori | 78’ Rashford |

| Arbitro: | Moss |

|             |           |  |
| Martial 81’ | Marcatori |  |

| Arbitro: | Taylor |

|            |           |  |
| Morata 55’ | Marcatori |  |

| Arbitro: | Pawson |

|                                                 |           |           |
| Martial 37’ Smalling 45+1’ Pogba 55’ Lukaku 73’ | Marcatori | 14’ Gayle |

| Arbitro: | Swarbrick |

|                 |           |  |
| Dunk 66’ (aut.) | Marcatori |  |

| Arbitro: | Moss |

|                                |           |                                           |
| Deeney 77’ (rig.) Doucouré 84’ | Marcatori | 19’, 25’ A. Young 32’ Martial 86’ Lingard |

| Arbitro: | Marriner |

|               |           |                              |
| Lacazette 49’ | Marcatori | 4’ Valencia 11’, 63’ Lingard |

| Arbitro: | Oliver |

|                |           |                              |
| Rashford 45+2’ | Marcatori | 43’ David Silva 54’ Otamendi |

| Arbitro: | Scott |

|            |           |  |
| Lukaku 25’ | Marcatori |  |

| Arbitro: | Taylor |

|           |           |                        |
| Barry 78’ | Marcatori | 27’ Lukaku 35’ Lingard |

| Arbitro: | Moss |

|                         |           |               |
| Vardy 27’ Maguire 90+5’ | Marcatori | 40’, 60’ Mata |

#### Girone di ritorno
| Arbitro: | Atkinson |

|                    |           |                      |
| Lingard 53’, 90+1’ | Marcatori | 3’ Barnes 36’ Defour |

| Manchester 30 dicembre 2017, ore 18:30 CET 21ª giornata | Manchester Utd | 0 – 0 referto | Southampton | Old Trafford (75 051 spett.)\| Arbitro: \| Pawson \| |
| Arbitro:                                                | Pawson         |               |             |                                                      |

| Arbitro: | Marriner |

|  |           |                         |
|  | Marcatori | 57’ Martial 81’ Lingard |

| Arbitro: | Taylor |

|                                  |           |  |
| Valencia 10’ Mata 39’ Lukaku 72’ | Marcatori |  |

| Arbitro: | Dean |

|  |           |             |
|  | Marcatori | 54’ Martial |

| Arbitro: | Marriner |

|                             |           |  |
| Eriksen 1’ Jones 28’ (aut.) | Marcatori |  |

| Arbitro: | Attwell |

|                        |           |  |
| Lukaku 55’ Sánchez 68’ | Marcatori |  |

| Arbitro: | Pawson |

|             |           |  |
| Ritchie 65’ | Marcatori |  |

| Arbitro: | Atkinson |

|                        |           |             |
| Lukaku 39’ Lingard 75’ | Marcatori | 32’ Willian |

| Arbitro: | Swarbrick |

|                              |           |                                     |
| Townsend 11’ van Aanholt 48’ | Marcatori | 55’ Smalling 76’ Lukaku 90+1’ Matić |

| Arbitro: | Pawson |

|                   |           |                   |
| Rashford 14’, 24’ | Marcatori | 66’ (aut.) Bailly |

| Arbitro: | Madley |

|                       |           |  |
| Lukaku 5’ Sánchez 20’ | Marcatori |  |

| Arbitro: | Atkinson |

|                          |           |                             |
| Kompany 25’ Gündoğan 30’ | Marcatori | 53’, 55’ Pogba 69’ Smalling |

| Arbitro: | Tierney |

|  |           |                   |
|  | Marcatori | 73’ Jay Rodriguez |

| Arbitro: | Scott |

|  |           |                         |
|  | Marcatori | 28’ Smalling 70’ Lukaku |

| Arbitro: | Friend |

|                        |           |                |
| Pogba 15’ Fellaini 90’ | Marcatori | 50’ Mxit'aryan |

| Arbitro: | Pawson |

|          |           |  |
| Groß 57’ | Marcatori |  |

| Londra 10 maggio 2018, ore 20:45 CEST 37ª giornata | West Ham Utd | 0 – 0 referto | Manchester Utd | Olimpico (56 902 spett.)\| Arbitro: \| Moss \| |
| Arbitro:                                           | Moss         |               |                |                                                |

| Arbitro: | Mason |

|              |           |  |
| Rashford 34’ | Marcatori |  |

### UEFA Champions League

#### Fase a gironi
| Arbitro: | Buquet |

|                                      |           |  |
| Fellaini 35’ Lukaku 53’ Rashford 84’ | Marcatori |  |

| Arbitro: | Eriksson |

|            |           |                                                  |
| Kučaev 90’ | Marcatori | 5’, 26’ Lukaku 19’ (rig.) Martial 58’ Mxit'aryan |

| Arbitro: | Zwayer |

|  |           |              |
|  | Marcatori | 65’ Rashford |

| Arbitro: | Mažeika |

|                                    |           |  |
| Svilar 45’ (aut.) Blind 78’ (rig.) | Marcatori |  |

| Arbitro: | Orsato |

|          |           |  |
| Lang 89’ | Marcatori |  |

| Arbitro: | Rocchi |

|                         |           |             |
| Lukaku 64’ Rashford 66’ | Marcatori | 45’ Vitinho |

#### Fase finale
| Siviglia 21 febbraio 2018, ore 20:45 CET Ottavi di finale - andata | Siviglia | 0 – 0 | Manchester Utd | Stadio Ramón Sánchez-Pizjuán (39 725 spett.)\| Arbitro: \| Turpin \| |
| Arbitro:                                                           | Turpin   |       |                |                                                                      |

| Arbitro: | Makkelie |

|            |           |                     |
| Lukaku 84’ | Marcatori | 74’, 78’ Ben Yedder |

### League Cup
| Arbitro: | Scott |

|                                          |           |            |
| Rashford 5’, 17’ Lingard 36’ Martial 60’ | Marcatori | 90+1’ Dyer |

| Arbitro: | Madley |

|  |           |                  |
|  | Marcatori | 21’, 59’ Lingard |

| Arbitro: | Dean |

|                       |           |                 |
| Bryan 51’ Smith 90+3’ | Marcatori | 58’ Ibrahimović |

#### FA Cup
| Arbitro: | Friend |

|                        |           |  |
| Lingard 83’ Lukaku 90’ | Marcatori |  |

| Arbitro: | Tierney |

|  |           |                                                   |
|  | Marcatori | 41’ Rashford 61’ Herrera 89’ Lingard 90+3’ Lukaku |

| Arbitro: | Friend |

|  |           |                |
|  | Marcatori | 3’, 55’ Lukaku |

| Arbitro: | Marriner |

|                      |           |  |
| Lukaku 37’ Matić 83’ | Marcatori |  |

| Arbitro: | Taylor |

|                         |           |               |
| Sánchez 24’ Herrera 62’ | Marcatori | 11’ Dele Alli |

| Londra 19 maggio 2018, ore 18:30 Finale             | Chelsea   | 1 – 0 | Manchester Utd | Wembley |
| \| \| \| \| \| Hazard 22’ (rig.) \| Marcatori \| \| |           |       |                |         |
|                                                     |           |       |                |         |
| Hazard 22’ (rig.)                                   | Marcatori |       |                |         |

### Supercoppa UEFA
| Arbitro: | Gianluca Rocchi |

|                       |           |            |
| Casemiro 24’ Isco 52’ | Marcatori | 62’ Lukaku |

## Statistiche

### Statistiche di squadra
Statistiche aggiornate al 7 aprile 2018
| Competizione          | Punti            | In casa | In casa | In casa | In casa | In casa | In casa | In trasferta | In trasferta | In trasferta | In trasferta | In trasferta | In trasferta | Totale | Totale | Totale | Totale | Totale | Totale | DR  |
| Competizione          | Punti            | G       | V       | N       | P       | Gf      | Gs      | G            | V            | N            | P            | Gf           | Gs           | G      | V      | N      | P      | Gf     | Gs     | DR  |
| --------------------- | ---------------- | ------- | ------- | ------- | ------- | ------- | ------- | ------------ | ------------ | ------------ | ------------ | ------------ | ------------ | ------ | ------ | ------ | ------ | ------ | ------ | --- |
| Premier League        | 81               | 19      | 15      | 2       | 2       | 38      | 9       | 19           | 10           | 4            | 5            | 30           | 19           | 38     | 25     | 6      | 7      | 68     | 28     | +38 |
| FA Cup                | finalista        | 2       | 2       | 0       | 0       | 4       | 0       | 2            | 2            | 0            | 0            | 6            | 0            | 4      | 4      | 0      | 0      | 10     | 0      | +10 |
| League Cup            | quarti di finale | 1       | 1       |         |         | 4       | 1       | 2            | 1            |              | 1            | 3            | 2            | 3      | 2      |        | 1      | 7      | 3      | +4  |
| UEFA Champions League | 15               | 4       | 3       | 0       | 1       | 8       | 3       | 4            | 2            | 1            | 1            | 5            | 2            | 8      | 5      | 1      | 2      | 13     | 4      | +8  |
| Supercoppa UEFA       | finalista        | 0       | 0       | 0       | 0       | 0       | 0       | 0            | 0            | 0            | 0            | 0            | 0            | 1      | 0      | 0      | 1      | 1      | 2      | -1  |
| Totale                | 96               | 26      | 21      | 2       | 3       | 52      | 13      | 27           | 16           | 5            | 7            | 44           | 23           | 54     | 33     | 6      | 9      | 99     | 37     | +59 |